# Ян Цянь
Ян Цянь (кит.: 杨倩, нар. 10 липня 2000) — китайський стрілець, дворазова олімпійська чемпіонка 2020 року.

## Виступи на Олімпіадах
| Олімпіада  | Дисципліна                              | Місце |
| ---------- | --------------------------------------- | ----- |
| Токіо 2020 | пневматича гвинтівка, 10 метрів         | 1     |
| Токіо 2020 | пневматична гвинтівка, 10 метрів, мікст | 1     |